# قائمة الأفلام الحائزة على جائزة غولدن غلوب
هذه قائمة (غير مكتملة) الأفلام التي فازت بجائزة غولدن غلوب مرة واحدة أو أكثر.
- 12 سنة عبد (2013)
- عن شميدت (2002)
- المتهم (1988)
- الممثلة (1953)
- تبني (2002)
- مغامرات تان تان (2011)
- عصر البراءة (1993)
- Agnes of God (1985)
- Airport (1970)
- علاء الدين (1992)
- آلامو (1960)
- ألفي (2004)
- كل رجال الملك (1949)
- بالكاد مشهور (2000)
- أماديوس (1984)
- جمال أمريكي (1999)
- زخرفة أمريكية (1973)
- احتيال أمريكي (2013)
- أمريكي في باريس (1951)
- أمريكا أمريكا (1963)
- أنستازيا (1956)
- Anna (1987)
- آن ذات الألف يوم (1969)
- آني هال (1977)
- الشقة (1960)
- القيامة الآن (1979)
- حول العالم في 80 يوما (1956)
- آرثر (1981)
- الفنان (2011)
- الاعتداء (a.k.a. De Aanslag, 1986)
- أفضل ما يمكن حصوله (1997)
- تكفير (2007)
- Auntie Mame (1958)
- Avanti! (1972)
- أفاتار (2009)
- الطيار (2004)
- بعيدا عنها (2007)
- بابل (2006)
- بيبي (1995)
- دمية طفل (1956)
- The Bad Seed (1956)
- الكونتيسة حافية القدمين (1954)
- Barney's Version (2010)
- ساحة المعركة (1949)
- عقل جميل (2001)
- الجميلة والوحش (1991)
- بيكيت (1964)
- المبتدئون (2011)
- Being Julia (2004)
- أن تكون هناك (1979)
- أجراس القديسة مريم (1945)
- بن هور (1959)
- أجمل سنوات العمر (1946)
- الدولة الكبيرة (1958)
- كبير (1988)
- طائر (1988)
- بلاك سوان (2010)
- The Blind Side (2009)
- ياسمين أزرق (2013)
- السماء الزرقاء (1994)
- The Blue Veil (1951)
- ليال مرعبة (1997)
- بورات (2006)
- ولد في الرابع من يوليو (1989)
- ولدوا بالأمس (1950)
- الصبيان لا يبكون (1999)
- The Boy Friend (1971)
- قلب شجاع (1995)
- الهروب (1979)
- جسر على نهر كواي (1957)
- جبل بروكباك (2005)
- بجزي (1991)
- رصاص في برودواي (1994)
- Burlesque (2010)
- Buster (1988)
- بوتش كاسيدي وساندانس كيد (1969)
- ملهى (1972)
- زهرة الصبار (1969)
- جناح كاليفورنيا (1978)
- ادعني مدام (1953)
- كاميلوت (1967)
- كابوتي (2005)
- الكاردينال (1963)
- Carmen Jones (1954)
- هتك العرض (1971)
- Career (1959)
- Casino (1995)
- منبوذ (2000)
- القط بالو (1965)
- تشارلي (1968)
- شيكاغو (2002)
- أبناء الصمت (1986)
- الحي الصيني (1974)
- Cinderella Liberty (1973)
- معاطف المدينة (1991)
- أقرب (2004)
- ابنة عامل المناجم (1980)
- جبل الثلج (2003)
- The Collector (1965)
- اللون الأرجواني (1985)
- عودي يا ليتل شيبا (1952)
- العودة للديار (1978)
- البستاني المخلص (2005)
- The Country Girl (1954)
- قلب مجنون (2009)
- Crimes of the Heart (1986)
- التمساح دندي (1986)
- النمر الرابض والتنين الخفي (2000)
- سيرانو دي برجراك (1950)
- نادي دالاس للمشترين (2013)
- الرقص مع الذئاب (1990)
- فارس الظلام (2008)
- موت بائع متجول (1951)
- صائد الغزلان (1978)
- المتحديان (1958)
- المغادرون (2006)
- الأحفاد (2011)
- الشيطان يرتدي برادا (2006)
- Diary of a Mad Housewife (1970)
- رقص قذر (1987)
- The Diving Bell and the Butterfly (2007)
- الطلاق على الطريقة الإيطالية (1962)
- Do Aankhen Barah Haath (1957)
- دكتور دوليتل (1967)
- دكتور جيفاغو (1965)
- حياة مزدوجة (1947)
- فتيات الحلم (2006)
- مصفف الشعر (1983)
- توصيل الآنسة دايزي (1989)
- شرق عدن (1955)
- Educating Rita (1983)
- إد وود (1994)
- إليزابيث (1998)
- إلمر جانتري (1960)
- المغتربون
- Enchanted April (1992)
- المريض الإنجليزي (1996)
- إيكوس (1977)
- إيرين بروكوفيتش (2000)
- إي تي (1982)
- أوروبا أوروبا (1990)
- إيفيتا (1997)
- إكسدس (1960)
- طارد الأرواح الشريرة (1973)
- ذا فابلوس بيكر بويز (1989)
- سقوط الإمبراطورية الرومانية (1964)
- Farinelli (1994)
- عازف الكمان على السقف (1971)
- المقاتل (2010)
- الملك الصياد (1991)
- خمس قطع سهلة (1970)
- فلاش دانس (1983)
- فورست غامب (1994)
- For the Boys (1991)
- لمن تقرع له الأجراس (1943)
- أربع زيجات وجنازة (1994)
- الرابط الفرنسي (1971)
- The French Lieutenant's Woman (1981)
- فريدا (2002)
- من هنا إلى الخلود (1953)
- The Fugitive (1993)
- الفتاة المرحة (1968)
- غاندي (1982)
- عصابات نيويورك (2002)
- القلق (1944)
- اتفاقية الشرف (1947)
- Georgy Girl (1966)
- Get Shorty (1995)
- شبح (1990)
- جيجي (1958)
- فتاة، قوطعت (1999)
- غلاديايتر (2000)
- المجد (1989)
- العراب (1972)
- Gods and Monsters (1998)
- السير على طريقي (1944)
- فتاة الوداع (1977)
- Goodbye, Mr. Chips (1969)
- صباح الخير يا فيتنام (1987)
- غود ويل هانتينغ (1997)
- Gorillas in the Mist: The Story of Dian Fossey (1988)
- منتزه جوسفورد (2001)
- الخريج (1967)
- أعظم العروض على وجه الأرض (1952)
- The Great Gatsby (1974)
- البطاقة الخضراء (1990)
- أسلحة نافارون (1961)
- Guys and Dolls (1955)
- Gypsy (1962)
- هاملت (1948)
- The Hangover (2009)
- هنا وأخواتها (1986)
- Happy-Go-Lucky (2008)
- هاري وتونتو (1974)
- هارفي (1950)
- Hawaii (1966)
- السماء بإمكانها الانتظار (1978)
- السماء والأرض (فيلم) (1993)
- الوريثة (1949)
- تعليمات (2011)
- السامي والقوي (1954)
- ظهيرة مشتعلة (1951)
- أمل ومجد (1987)
- المشفى (1971)
- The Hours (2002)
- The House I Live In (1945)
- Howards End (1992)
- Hugo (2011)
- الإعصار (1999)
- Hush… Hush, Sweet Charlotte (1964)
- The Idolmaker (1980)
- أنا لست هناك (2007)
- Imitation of Life (1959)
- أوغاد مجهولون (2009)
- Inside Daisy Clover (1965)
- The Inspector General (1949)
- في عالم أفضل (2010)
- في بروج (2008)
- في غرفة النوم (2001)
- في دفء الليل (1967)
- إلى البرية (2007)
- أيريس (2001)
- إيرما لا دوس (1963)
- المرأة الحديدية (2011)
- Islam (1978)
- إنها حياة رائعة (1946)
- I Remember Mama (1944)
- أريد أن أعيش (1958)
- مرة واحدة لا تكفي (1975)
- Jaws (1975)
- جيري ماغواير (1996)
- جي اف كي (1991)
- جوني بليندا (1948)
- Jonathan Livingston Seagull (1973)
- حكم في نورمبرغ (1961)
- جوليا (1977)
- جولي وجوليا (2009)
- الأطفال كلهم على ما يرام (2010)
- حقول القتل (1984)
- الملك وأنا (1956)
- خطاب الملك (2010)
- كلوت (1971)
- كرامر ضد كرامر (1979)
- إل ايه سري للغاية (1997)
- الحياة الوردية (2007)
- الإمبراطور الأخير (1987)
- آخر ملوك اسكتلندا (2006)
- آخر عرض صور (1971)
- لورنس العرب (1962)
- مغادرة لاس فيغاس (1995)
- الأسطورة 1900 (1998)
- Les Girls (1957)
- Life with Father (1947)
- زنابق الحقل (1963)
- الأسد في الشتاء (1968)
- الأسد الملك (1994)
- حورية البحر (1989)
- The Little Prince (1974)
- Little Voice (1998)
- أطول يارد (1974)
- Longtime Companion (1990)
- سيد الخواتم: عودة الملك (2003)
- ضائع في الترجمة (2003)
- نهاية الأسبوع المفقودة (1945)
- قصة حب (1970)
- رغبة في الحياة (1956)
- The L-Shaped Room (1963)
- Madame Sousatzka (1988)
- ماغنوليا (1999)
- A Majority of One (1961)
- المرشح المنشوري (1962)
- رجل وامرأة (1966)
- رجل لكل العصور (1966)
- رجل على القمر (1999)
- رجل الماراثون (1976)
- مارتي (1955)
- ماري بوبينز (1964)
- ماش (1970)
- ميدالية لبيني (1945)
- ملفن وهاورد (1980)
- مذكرات فتاة الغيشا (2005)
- Me, Natalie (1969)
- Me and the Colonel (1958)
- ميكي ومود (1984)
- قطار منتصف الليل (1978)
- أفروديت القوية (1995)
- معجزة في شارع 34 (1947)
- The Mirror Has Two Faces (1996)
- بؤس (1990)
- المهمة (1986)
- السيد 880 (1950)
- موغامبو (1953)
- مونا ليزا (1986)
- وحش (2003)
- مجذوبة القمر (1987)
- The Moon Is Blue (1953)
- الطاحونة الحمراء (2001)
- Mourning Becomes Electra (1947)
- Mrs. Brown (1997)
- السيدة داوتفاير (1993)
- Mrs. Parkington (1944)
- رجل الموسيقى (1962)
- نهر غامض (2003)
- سيدتي الجميلة (1964)
- إداناتي الستة (1952)
- أسبوعي مع مارلين (2011)
- شبكة (1976)
- آ نايت تو ريميمبر (1959)
- The Ninth Configuration (1980)
- لا بلد للعجائز (2007)
- نورما راي (1979)
- Nurse Betty (2000)
- ضابط ورجل نبيل (1982)
- أوليفر! (1968)
- أحدهم طار فوق عش الوقواق (1975)
- Only When I Laugh (1981)
- على البركة الذهبية (1981)
- On the Beach (1959)
- On the Riviera (1951)
- على الواجهة البحرية (1954)
- أناس عاديون (1980)
- Osama (2003)
- الخروج من إفريقيا (1985)
- يا أخي، أين أنت؟ (2000)
- الستار المطلي (2006)
- Pal Joey (1957)
- مطاردة الصحيفة (1973)
- طريق إلى الهند (1984)
- باتون (1970)
- Pennies from Heaven (1981)
- الشعب ضد لاري فلينت (1996)
- فيلادلفيا (1993)
- البيانو (1993)
- نزهة (1955)
- صورة دوريان جراي (1945)
- أماكن في القلب (1984)
- مكان في الشمس (1951)
- فصيلة (1986)
- اللاعب (1992)
- بوكاهونتاس (1995)
- Pocketful of Miracles (1961)
- بورجي وبيس (1959)
- مغامرة بوسيدون (1972 فيلم) (1972)
- ثمينة (2009)
- امرأة جميلة (1990)
- الخوف البدائي (1996)
- أمير المد والجزر (1991)
- شرف بريتزي (1985)
- سايكو (1960)
- خيال رخيص (1994)
- The Pumpkin Eater (1964)
- The Purple Rose of Cairo (1985)
- الملكة (2006)
- الوضع الراهن (1951)
- راشيل راشيل (1968)
- الثور الهائج (1980)
- صانع المطر (1956)
- رجل المطر (1988)
- راي (2004)
- حد الشفرة (1946)
- القارئ (2008)
- ريدز (1981)
- الحذاء الأحمر (1948)
- انعكاس الحظ (1990)
- الطريق الثوري (2008)
- ريتشارد الثالث
- الرداء (1953)
- روكي (1976)
- مغازلة الحجر (1984)
- عطلة رومانية (1953)
- غرفة مع منظر (1986)
- طفل روزماري (1968)
- وشم الورد (1955)
- The Rose (1979)
- ذا رويال تينينبوم (2001)
- قطار منفلت (1985)
- الركض وراء سراب [الإنجليزية] (1988)
- الروس قادمون (1966)
- ابنة رايان (1970)
- Same Time, Next Year (1978)
- حصى الرمال (1966)
- إنقاذ الجندي رايان (1998)
- سايونارا (1957)
- عطر امرأة (1992)
- قائمة شندلر (1993)
- سكروج (1970)
- البحر بداخله (2004)
- The Secret of Santa Vittoria (1969)
- أسرار وأكاذيب (1996)
- العقل والعاطفة (1995)
- طاولات منفصلة (1958)
- انفصال نادر وسمين (2011)
- September Affair (1951)
- Serpico (1973)
- سبعة أيام في مايو (1964)
- سنة الحكة السابعة (1955)
- شافت (1971)
- شكسبير عاشقا (1998)
- السماء الواقية (1990)
- شرلوك هولمز (2009)
- تألق (1996)
- The Shoes of the Fisherman (1968)
- طرق جانبية (2004)
- صمت الحملان (1991)
- سيلكوود (1983)
- لنغني تحت المطر (فيلم) (1952)
- الأخت كيني (1946)
- مليونير متشرد (2008)
- الشبكة الاجتماعية (2010)
- Something's Gotta Give (2003)
- البعض يفضلونها ساخنة (1959)
- أنشودة بيرناديت (1943)
- أغنية بلا نهاية (1960)
- أبناء وأحباء (1960)
- اختيار صوفي
- صوت الموسيقى (1965)
- سبارتاكوس (1960)
- الجاسوس الذي جاء من البرد (1965)
- Star! (1968)
- A Star Is Born (1954)
- ميلاد نجم (1976)
- حرب النجوم (1977)
- Stay Hungry (1976)
- ماغنوليا من فولاذ (1989)
- عربة اسمها الرغبة (1951)
- The Stunt Man (1980)
- فجأة ، الصيف الماضي (1959)
- Summer and Smoke (1961)
- Sunrise at Campobello (1960)
- سانسيت بوليفارد (1950)
- The Sunshine Boys (1975)
- سويني تود: الحلاق الشيطاني لشارع فليت (2007)
- Sweet Bird of Youth (1962)
- سريانا (2005)
- مراحم ناعمة (1983)
- شروط إظهار العاطفة (1983)
- That Touch of Mink (1962)
- تيلما ولويز (1991)
- ستسيل الدماء (2007)
- هم يقتلون الخيول، أليس كذلك ؟ (1969)
- وجوه حواء الثلاثة (1957)
- الفرسان الثلاثة (توضيح) (1973)
- ثلاث كلمات صغيرة (1950)
- ميلي الجديدة كليا (1967)
- تيتانيك (1997)
- Tommy (1975)
- توم جونز (1963)
- توتسي (1982)
- Too Young to Kiss (1951)
- توب غان (1986)
- لمسة من الرقي (1973)
- الجحيم المرتفع (1974)
- حكاية لعبة 2 (1999)
- حكاية لعبة 3 (2010)
- To Bed or Not to Bed (1963)
- To Die For (1995)
- قتل طائر بريء (1962)
- إتجار (2000)
- ترانسميريكا (2005)
- كنز السييرا مادري (1948)
- محاكمة (1955)
- الحصى الحقيقي (1969)
- ترو لايز (1994)
- عرض ترومان (1998)
- نقطة التحول (1977)
- Tucker: The Man and His Dream (1988)
- تمبلويدس (1999)
- 12 قردا (1995)
- ملحمة الشفق: قمر جديد(2009)
- ذهب أولي  [لغات أخرى]‏ (1997)
- غير مغفور (1992)
- Up (2009)
- فوق في الجو (2009)
- الممنوع لمسهم (1987)
- فيكي كريستينا برشلونة (2008)
- فيكتور فيكتوريا (1982)
- كبار الزوار (1963)
- Voyage of the Damned (1976)
- A Walk in the Clouds (1995)
- السير على الخط (2005)
- وول ستريت (1987)
- وول-ي (2008)
- فالس مع بشير (2008)
- مشاهدة نهر الراين (1943)
- W.E. (2011)
- قصة الحي الغربي (1961)
- What's Love Got to Do with It (1993)
- The Whisperers (1967)
- الشريط الأبيض (2009)
- ويلسون (توضيح) (1944)
- بأغنية في قلبي (1952)
- شاهد على المحاكمة (1957)
- امرأة تحت التأثير (1974)
- الفتاة العاملة (1988)
- المصارع (2008)
- الرضيع (1946)
- ينتل (1983)
- (1943) لمن تقرع له الأجراس
- (1943) أنشودة بيرناديت
- (1943) مشاهدة نهر الراين
- (1944) القلق
- (1944) السير على طريقي
- (1944) I Remember Mama
- (1944) Mrs. Parkington
- (1944) ويلسون (توضيح)
- (1945) أجراس القديسة مريم
- (1945) The House I Live In
- (1945) The Lost Weekend
- (1945) ميدالية لبيني
- (1945) صورة دوريان جراي
- (1946) إنها حياة رائعة
- (1946) الأخت كيني
- (1946) أجمل سنوات العمر
- (1946) حد الشفرة
- (1946) The Yearling
- (1947) حياة مزدوجة
- (1947) اتفاقية الشرف
- (1947) Life with Father
- (1947) معجزة في شارع 34
- (1947) Mourning Becomes Electra
- (1948) هاملت
- (1948) جوني بليندا
- (1948) الحذاء الأحمر
- (1948) كنز السييرا مادري
- (1949) كل رجال الملك
- (1949) ساحة المعركة
- (1949) الوريثة
- (1949) The Inspector General
- (1950) ولدوا بالأمس
- (1950) سيرانو دي برجراك
- (1950) هارفي
- (1950) السيد 880
- (1950) سانسيت بوليفارد
- (1950) ثلاث كلمات صغيرة
- (1951) مكان في الشمس
- (1951) عربة اسمها الرغبة
- (1951) أمريكي في باريس
- (1951) موت بائع متجول
- (1951) ظهيرة مشتعلة
- (1951) On the Riviera
- (1951) الوضع الراهن
- (1951) September Affair
- (1951) The Blue Veil
- (1951) Too Young to Kiss
- (1952) عودي يا ليتل شيبا
- (1952) إداناتي الستة
- (1952) لنغني تحت المطر (فيلم)
- (1952) أعظم العروض على وجه الأرض
- (1952) بأغنية في قلبي
- (1953) ادعني مدام
- (1953) من هنا إلى الخلود
- (1953) موغامبو
- (1953) عطلة رومانية
- (1953) الممثلة
- (1953) The Moon Is Blue
- (1953) الرداء
- (1954) A Star Is Born
- (1954) Carmen Jones
- (1954) على الواجهة البحرية
- (1954) الكونتيسة حافية القدمين
- (1954) The Country Girl
- (1954) السامي والقوي
- (1955) شرق عدن
- (1955) Guys and Dolls
- (1955) مارتي
- (1955) نزهة
- (1955) ريتشارد الثالث
- (1955) وشم الورد
- (1955) سنة الحكة السابعة
- (1955) محاكمة
- (1956) أنستازيا
- (1956) حول العالم في 80 يوما
- (1956) دمية طفل
- (1956) رغبة في الحياة
- (1956) The Bad Seed
- (1956) الملك وأنا
- (1956) صانع المطر
- (1957) Les Girls
- (1957) Pal Joey
- (1957) سايونارا
- (1957) جسر على نهر كواي
- (1957) وجوه حواء الثلاثة
- (1957) شاهد على المحاكمة
- (1958) Auntie Mame
- (1958) جيجي
- (1958) أريد أن أعيش
- (1958) Me and the Colonel
- (1958) طاولات منفصلة
- (1958) الدولة الكبيرة
- (1958) المتحديان
- (1959) آ نايت تو ريميمبر
- (1959) بن هور
- (1959) Career
- (1959) Imitation of Life
- (1959) On the Beach
- (1959) بورجي وبيس
- (1959) البعض يفضلونها ساخنة
- (1959) فجأة ، الصيف الماضي
- (1960) إلمر جانتري
- (1960) إكسدس
- (1960) سايكو
- (1960) أغنية بلا نهاية
- (1960) أبناء وأحباء
- (1960) سبارتاكوس
- (1960) Sunrise at Campobello
- (1960) آلامو
- (1960) الشقة
- (1961) A Majority of One
- (1961) حكم في نورمبرغ
- (1961) Pocketful of Miracles
- (1961) Summer and Smoke
- (1961) أسلحة نافارون
- (1961) قصة الحي الغربي
- (1962) الطلاق على الطريقة الإيطالية
- (1962) Gypsy
- (1962) لورنس العرب
- (1962) Sweet Bird of Youth
- (1962) That Touch of Mink
- (1962) The L-Shaped Room
- (1962) المرشح المنشوري
- (1962) رجل الموسيقى
- (1962) قتل طائر بريء
- (1963) أمريكا أمريكا
- (1963) إيرما لا دوس
- (1963) زنابق الحقل
- (1963) الكاردينال
- (1963) كبار الزوار
- (1963) To Bed or Not to Bed
- (1963) توم جونز
- (1964) بيكيت
- (1964) Hush… Hush, Sweet Charlotte
- (1964) ماري بوبينز
- (1964) سيدتي الجميلة
- (1964) سبعة أيام في مايو
- (1964) سقوط الإمبراطورية الرومانية
- (1964) The Pumpkin Eater
- (1965) القط بالو
- (1965) دكتور جيفاغو
- (1965) Inside Daisy Clover
- (1965) The Collector
- (1965) صوت الموسيقى
- (1965) الجاسوس الذي جاء من البرد
- (1966) رجل وامرأة
- (1966) رجل لكل العصور
- (1966) Georgy Girl
- (1966) Hawaii
- (1966) الروس قادمون
- (1966) حصى الرمال
- (1967) كاميلوت
- (1967) دكتور دوليتل
- (1967) في دفء الليل
- (1967) الخريج
- (1967) The Whisperers
- (1967) ميلي الجديدة كليا
- (1968) تشارلي
- (1968) الفتاة المرحة
- (1968) أوليفر!
- (1968) راشيل راشيل
- (1968) طفل روزماري
- (1968) Star!
- (1968) الأسد في الشتاء
- (1968) The Shoes of the Fisherman
- (1969) آن ذات الألف يوم
- (1969) بوتش كاسيدي وساندانس كيد
- (1969) زهرة الصبار
- (1969) Goodbye, Mr. Chips
- (1969) Me, Natalie
- (1969) The Secret of Santa Vittoria
- (1969) هم يقتلون الخيول، أليس كذلك ؟
- (1969) الحصى الحقيقي
- (1970) المطار
- (1970) Diary of a Mad Housewife
- (1970) خمس قطع سهلة
- (1970) قصة حب
- (1970) ماش
- (1970) باتون
- (1970) ابنة رايان
- (1970) سكروج
- (1971) هتك العرض
- (1971) عازف الكمان على السقف
- (1971) كلوت
- (1971) شافت
- (1971) The Boy Friend
- (1971) المغتربون
- (1971) الرابط الفرنسي
- (1971) المشفى
- (1971) آخر عرض صور
- (1972) Avanti!
- (1972) ملهى
- (1972) العراب
- (1972) مغامرة بوسيدون (1972 فيلم)
- (1973) لمسة من الرقي
- (1973) زخرفة أمريكية
- (1973) Cinderella Liberty
- (1973) Jonathan Livingston Seagull
- (1973) Serpico
- (1973) طارد الأرواح الشريرة
- (1973) مطاردة الصحيفة
- (1973) الفرسان الثلاثة (توضيح)
- (1974) امرأة تحت التأثير
- (1974) الحي الصيني
- (1974) هاري وتونتو
- (1974) غاتسبي العظيم
- (1974) The Little Prince
- (1974) أطول يارد
- (1974) الجحيم المرتفع
- (1975) مرة واحدة لا تكفي
- (1975) Jaws
- (1975) أحدهم طار فوق عش الوقواق
- (1975) The Sunshine Boys
- (1975) Tommy
- (1976) ميلاد نجم
- (1976) رجل الماراثون
- (1976) شبكة
- (1976) روكي
- (1976) Stay Hungry
- (1976) Voyage of the Damned
- (1977) آني هال
- (1977) إيكوس
- (1977) جوليا
- (1977) حرب النجوم
- (1977) فتاة الوداع
- (1977) نقطة التحول
- (1978) جناح كاليفورنيا
- (1978) العودة للديار
- (1978) السماء بإمكانها الانتظار
- (1978) Islam
- (1978) قطار منتصف الليل
- (1978) Same Time, Next Year
- (1978) صائد الغزلان
- (1979) القيامة الآن
- (1979) أن تكون هناك
- (1979) الهروب
- (1979) كرامر ضد كرامر
- (1979) نورما راي
- (1979) The Rose
- (1980) ابنة عامل المناجم
- (1980) ملفن وهاورد
- (1980) أناس عاديون
- (1980) الثور الهائج
- (1980) The Idolmaker
- (1980) The Ninth Configuration
- (1980) The Stunt Man
- (1981) آرثر
- (1981) على البركة الذهبية
- (1981) Only When I Laugh
- (1981) Pennies from Heaven
- (1981) ريدز
- (1981) The French Lieutenant's Woman
- (1982) ضابط ورجل نبيل
- (1982) إي تي
- (1982) غاندي
- (1982) اختيار صوفي
- (1982) توتسي
- (1982) فيكتور فيكتوريا
- (1983) Educating Rita
- (1983) فلاش دانس
- (1983) سيلكوود
- (1983) مراحم ناعمة
- (1983) شروط إظهار العاطفة
- (1983) مصفف الشعر
- (1983) ينتل
- (1984) طريق إلى الهند
- (1984) أماديوس
- (1984) ميكي ومود
- (1984) أماكن في القلب
- (1984) مغازلة الحجر
- (1984) حقول القتل
- (1985) Agnes of God
- (1985) الخروج من إفريقيا
- (1985) شرف بريتزي
- (1985) قطار منفلت
- (1985) اللون البنفسجي
- (1985) The Purple Rose of Cairo
- (1986) غرفة مع منظر
- (1986) أبناء الصمت
- (1986) Crimes of the Heart
- (1986) التمساح دندي
- (1986) الاعتداء
- (1986) هنا وأخواتها
- (1986) مونا ليزا
- (1986) فصيلة
- (1986) The Mission
- (1986) توب غان
- (1987) Anna
- (1987) رقص قذر
- (1987) صباح الخير يا فيتنام
- (1987) أمل ومجد
- (1987) مجذوبة القمر
- (1987) الإمبراطور الأخير
- (1987) The Untouchables
- (1987) وول ستريت
- (1988) Big
- (1988) طائر
- (1988) Buster
- (1988) Gorillas in the Mist: The Story of Dian Fossey
- (1988) Madame Sousatzka
- (1988) رجل المطر
- (1988) الركض وراء سراب [الإنجليزية]
- (1988) المتهم
- (1988) Tucker: The Man and His Dream
- (1988) الفتاة العاملة
- (1989) ولد في الرابع من يوليو
- (1989) توصيل الآنسة دايزي
- (1989) المجد
- (1989) ماغنوليا من فولاذ
- (1989) ذا فابلوس بيكر بويز
- (1989) حورية البحر
- (1990) الرقص مع الذئاب
- (1990) أوروبا أوروبا
- (1990) شبح
- (1990) البطاقة الخضراء
- (1990) Longtime Companion
- (1990) بؤس
- (1990) امرأة جميلة
- (1990) انعكاس الحظ
- (1990) السماء الواقية
- (1991) الجميلة والوحش
- (1991) بجزي
- (1991) معاطف المدينة
- (1991) For the Boys
- (1991) جي اف كي
- (1991) الملك الصياد
- (1991) أمير المد والجزر
- (1991) صمت الحملان
- (1991) تيلما ولويز
- (1992) علاء الدين
- (1992) Enchanted April
- (1992) Howards End
- (1992) عطر امرأة
- (1992) اللاعب
- (1992) غير مغفور
- (1993) السماء والأرض (فيلم)
- (1993) السيدة داوتفاير
- (1993) فيلادلفيا
- (1993) قائمة شندلر
- (1993) عصر البراءة
- (1993) الهارب
- (1993) البيانو
- (1993) What's Love Got to Do with It
- (1994) السماء الزرقاء
- (1994) رصاص في برودواي
- (1994) إد وود
- (1994) Farinelli
- (1994) فورست غامب
- (1994) أربع زيجات وجنازة
- (1994) خيال رخيص
- (1994) الأسد الملك
- (1994) ترو لايز
- (1995) A Walk in the Clouds
- (1995) بيبي
- (1995) قلب شجاع
- (1995) كازينو
- (1995) Get Shorty
- (1995) مغادرة لاس فيغاس
- (1995) أفروديت القوية
- (1995) بوكاهونتاس
- (1995) العقل والعاطفة
- (1995) To Die For
- (1995) 12 قردا
- (1996) جيري ماغواير
- (1996) الخوف البدائي
- (1996) Secrets & Lies
- (1996) تألق
- (1996) المريض الإنجليزي
- (1996) The Mirror Has Two Faces
- (1996) الشعب ضد لاري فلينت
- (1997) أفضل ما يمكن حصوله
- (1997) ليال مرعبة
- (1997) إيفيتا
- (1997) غود ويل هانتينغ
- (1997) إل ايه سري للغاية
- (1997) Mrs. Brown
- (1997) تيتانيك
- (1997) ذهب أولي  [لغات أخرى]‏
- (1998) إليزابيث
- (1998) Gods and Monsters
- (1998) Little Voice
- (1998) إنقاذ الجندي رايان
- (1998) شكسبير عاشقا
- (1998) الأسطورة 1900
- (1998) عرض ترومان
- (1999) جمال أمريكي
- (1999) الصبيان لا يبكون
- (1999) فتاة، قوطعت
- (1999) ماغنوليا
- (1999) رجل على القمر
- (1999) الإعصار
- (1999) حكاية لعبة 2
- (1999) تمبلويدس
- (2000) بالكاد مشهور
- (2000) منبوذ
- (2000) النمر الرابض والتنين الخفي
- (2000) إيرين بروكوفيتش
- (2000) غلاديايتر
- (2000) Nurse Betty
- (2000) يا أخي، أين أنت؟
- (2000) إتجار
- (2001) عقل جميل
- (2001) منتزه جوسفورد
- (2001) في غرفة النوم
- (2001) أيريس
- (2001) الطاحونة الحمراء
- (2001) ذا رويال تينينبوم
- (2002) عن شميدت
- (2002) تبني
- (2002) شيكاغو
- (2002) فريدا
- (2002) عصابات نيويورك
- (2002) الساعات
- (2003) جبل الثلج
- (2003) ضائع في الترجمة
- (2003) وحش
- (2003) نهر غامض
- (2003) Osama
- (2003) Something's Gotta Give
- (2003) سيد الخواتم: عودة الملك
- (2004) Alfie
- (2004) Being Julia
- (2004) أقرب
- (2004) فتاة المليون دولار
- (2004) راي
- (2004) طرق جانبية
- (2004) الطيار
- (2004) البحر بداخله
- (2005) جبل بروكباك
- (2005) كابوتي
- (2005) مذكرات فتاة الغيشا
- (2005) سريانا
- (2005) البستاني المخلص
- (2006) بابل
- (2006) بورات
- (2006) سيارات
- (2006) المغادرون
- (2006) الشيطان يرتدي برادا
- (2006) فتيات الحلم
- (2006) آخر ملوك اسكتلندا
- (2006) رسائل من إيوو جيما
- (2006) الستار المطلي
- (2006) الملكة
- (2007) تكفير
- (2007) بعيدا عنها
- (2007) The Diving Bell and the Butterfly [Le scaphandre et le papillon]
- (2007) أنا لست هناك
- (2007) إلى البرية
- (2007) لا بلد للعجائز
- (2007) خلطة بيطة بالصلصة
- (2007) Sweeney Todd: The Demon Barber of Fleet Street
- (2007) ستسيل الدماء
- (2007) الحياة الوردية
- (2008) فارس الظلام
- (2008) Happy-Go-Lucky
- (2008) في بروج
- (2008) القارئ
- (2008) الطريق الثوري
- (2008) مليونير متشرد
- (2008) فيكي كريستينا برشلونة
- (2008) وول-ي
- (2008) فالس مع بشير
- (2008) المصارع
- (2009) أفاتار
- (2009) البعد الآخر
- (2009) قلب مجنون
- (2009) صداع الكحول
- (2009) أوغاد مجهولون
- (2009) جولي وجوليا
- (2009) ثمينة
- (2009) شرلوك هولمز
- (2009) فوق
- (2009) فوق في الجو
- (2009) The White Ribbon [Das weiße Band]
- (2010) Barney's Version
- (2010) بلاك سوان
- (2010) Burlesque
- (2010) المقاتل
- (2010) في عالم أفضل
- (2010) الأطفال كلهم على ما يرام
- (2010) خطاب الملك
- (2010) الشبكة الاجتماعية
- (2010) حكاية لعبة 3
- (2011) مغامرات تان تان
- (2011) الفنان
- (2011) المبتدئون
- (2011) الأحفاد
- (2011) تعليمات
- (2011) هيوغو
- (2011) المرأة الحديدية
- (2011) أسبوعي مع مارلين
- (2011) انفصال نادر وسمين
- (2011) W.E.
- (2012) آرغو
- (2012) الحب
- (2012) أسطورة مريدا
- (2012) جانغو الحر
- (2012) حياة باي
- (2012) لينكون
- (2012) البؤساء
- (2012) المعالجة بالسعادة
- (2012) سكايفول
- (2012) 30 دقيقة بعد منتصف الليل
- (2013) عبد لاثني عشر عاما
- (2013) الجميع فقد
- (2013) احتيال أمريكي
- (2013) ياسمين أزرق
- (2013) نادي دالاس للمشترين
- (2013) ملكة الثلج
- (2013) جاذبية
- (2013) الجمال العظيم
- (2013) هي
- (2013) مانديلا: طريق طويل إلى الحرية